# 土橋晶
土橋 晶（どばし ひかり、女性、1997年4月18日 - ）は、日本のタレントである。トップコート・Artist☆Artist所属。
埼玉県さいたま市出身。血液型B型。

## 出演

### テレビ番組
- おはスタ（2006年4月 - 2007年9月、テレビ東京）
- ぶちぬき 小悪魔ちゃんコンテスト（テレビ東京）

### カタログ
- NEC プロジェクター